# Deagrarizace
Deagrarizace (nebo také Deagrarianizace) je proces ekonomické transformace, při které dochází ke snižování podílu lidí zaměstnaných v zemědělském odvětví ekonomiky (priméru) na úkor odvětví průmyslu (sekundéru) a služeb (terciéru). Obvykle bývá úzce spjata s procesy industrializace a terciarizace. Často bývá také doprovázena procesem urbanizace.

## Příčiny deagrarizace
Proces deagrarizace je v rozvinutých a moderních společnostech úzce spjat s přechodem zaměření ekonomiky na sekundér a terciér. Je často vyvolán rozvojem vzdělanosti v dané oblasti, která umožňuje přechod obyvatel do intelektuálně náročnějších odvětví ekonomiky, což je často spojeno se stěhováním do měst. Další příčinou je také mechanizace zemědělství, v rámci které je do zemědělství zapojeno více strojů, což značně sníží požadavky zemědělských podniků na pracovní sílu.
Deagrarizace probíhá ve světě značně časově i prostorově nerovnoměrně. V Západní Evropě a v USA proběhla nejrazantnější fáze tohoto procesu v důsledku průmyslové revoluce v 19. a 20. století. Naopak některé rozvojové země tímto procesem právě procházejí, či proces ještě nezačaly.

## Důsledky deagrarizace

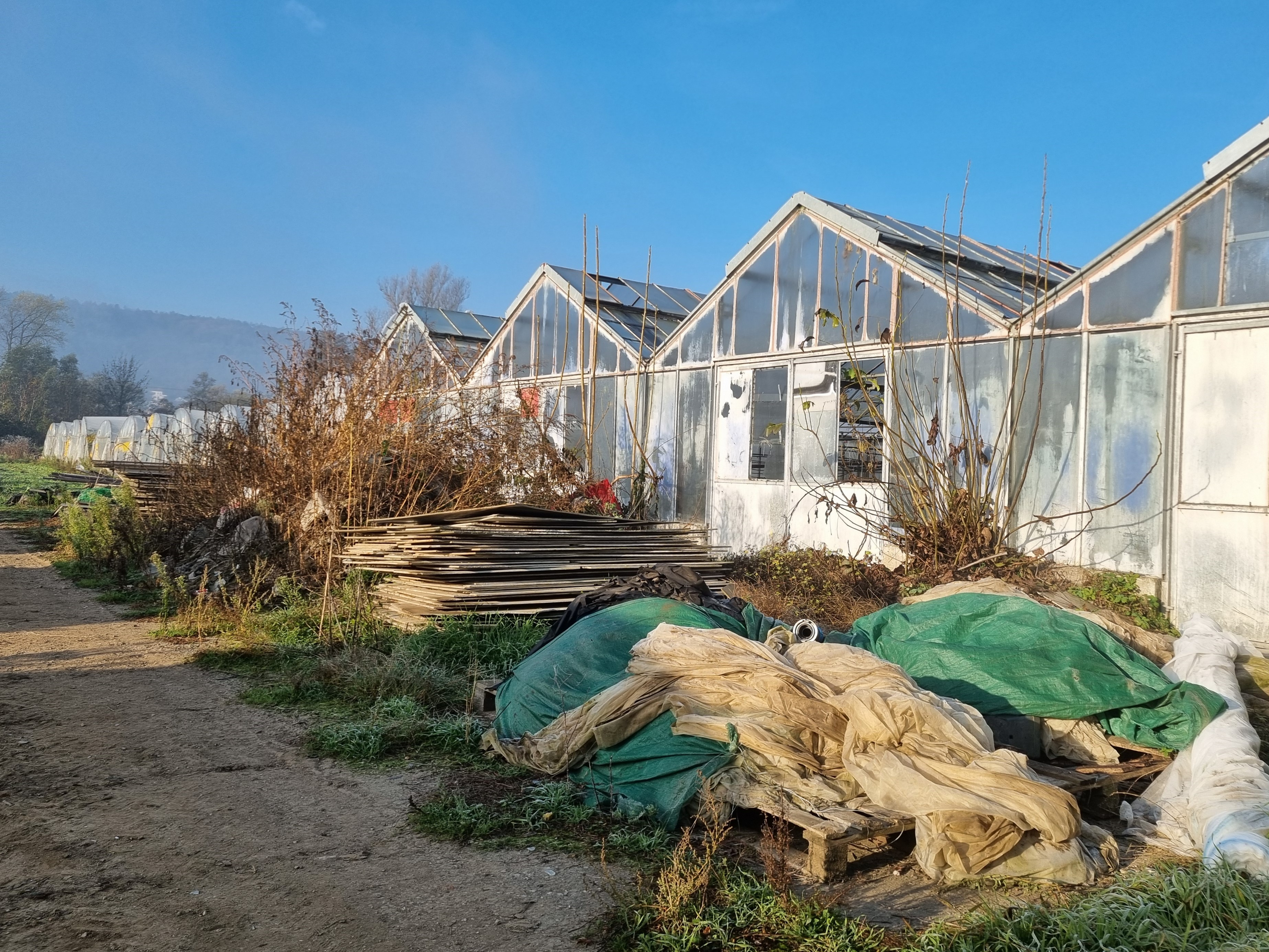
Chátrající skleníky v zemědělském brownfieldu vzniklém po zemědělském družstvu v městské části Brno-Žabovřesky

Důsledkem deagrarizace jsou změny v ekonomických, sociálních, demografických, kulturních, technologických a jiných aspektech společnosti. Typické projevy deagrarizace jsou:
- snížení zemědělské produkce
- snížení zaměstnanosti v zemědělství
- pokles stavů hospodářských zvířat
- pokles životní úrovně venkovských obyvatel
- stárnutí venkovského obyvatelstva
- snížení spotřeby průmyslových hnojiv

V rámci deagrarizace je také častý vznik zemědělských brownfieldů, tedy nevyužívaných staveb zbylých po původní zemědělské činnosti. Vyspělé státy se často snaží o revitalizaci těchto objektů pro nové způsoby využívání.